# Günter Spur
Günter Spur (* 28. Oktober 1928 in Braunschweig; † 20. August 2013 in Kopenhagen) war ein deutscher Ingenieurwissenschaftler. Er war Universitätsprofessor für Fertigungstechnik und Werkzeugmaschinen der TU Berlin.

## Leben
Spur studierte von 1948 bis 1954 an der Technischen Hochschule Braunschweig Maschinenbau mit der Fachrichtung Fertigungstechnik. Während seines Studiums trat er der Braunschweiger Burschenschaft Alemannia bei und blieb dieser auch als Alter Herr sein Leben lang treu.
Nach einer kurzen Industrietätigkeit bei der Gildemeister AG kehrte er zur TH zurück und wurde dort 1960 zum Thema Beitrag zur Schnittkraftmessung beim Bohren mit Spiralbohrern unter Berücksichtigung der Radialkräfte promoviert. Es schloss sich eine erneute Tätigkeit bei Gildemeister an, bei der er schließlich in der Funktion eines Konstruktionsdirektors für wichtige technische Neuerungen an Drehmaschinen verantwortlich war.
1965 übernahm Spur von Heinrich Schallbroch die Leitung des Instituts für Werkzeugmaschinen und Fabrikbetrieb (IWF) der TU Berlin, welches 1904 von Georg Schlesinger gegründet worden war. Im Jahre 1976 gründete er das Fraunhofer-Institut für Produktionsanlagen und Konstruktionstechnik (IPK). Beide Institute wuchsen sehr schnell und arbeiten seit 1986 in dem neu erbauten Produktionstechnischen Zentrum (PTZ) auch räumlich eng zusammen, das Spur bis 1997 leitete. Sein Nachfolger in allen drei Funktionen wurde Eckart Uhlmann.
Im Zeitraum 1991 bis 1996 war Spur der Gründungsrektor der Technischen Universität Cottbus. Er war maßgeblicher Initiator für die Gründung von acatech – Deutsche Akademie der Technikwissenschaften und stand an der Spitze der Vorläuferorganisation, dem Konvent für Technikwissenschaften. Er war zudem Mitglied der Berlin-Brandenburgischen Akademie der Wissenschaften und des Vereins Deutscher Ingenieure (VDI). 1993 wurde er zum ordentlichen Mitglied der Academia Europaea gewählt. Er war viele Jahre Mitglied des Beirates der VDI-Gesellschaft Produktionstechnik und Vorsitzender des VDI-Bezirksvereins Berlin-Brandenburg.

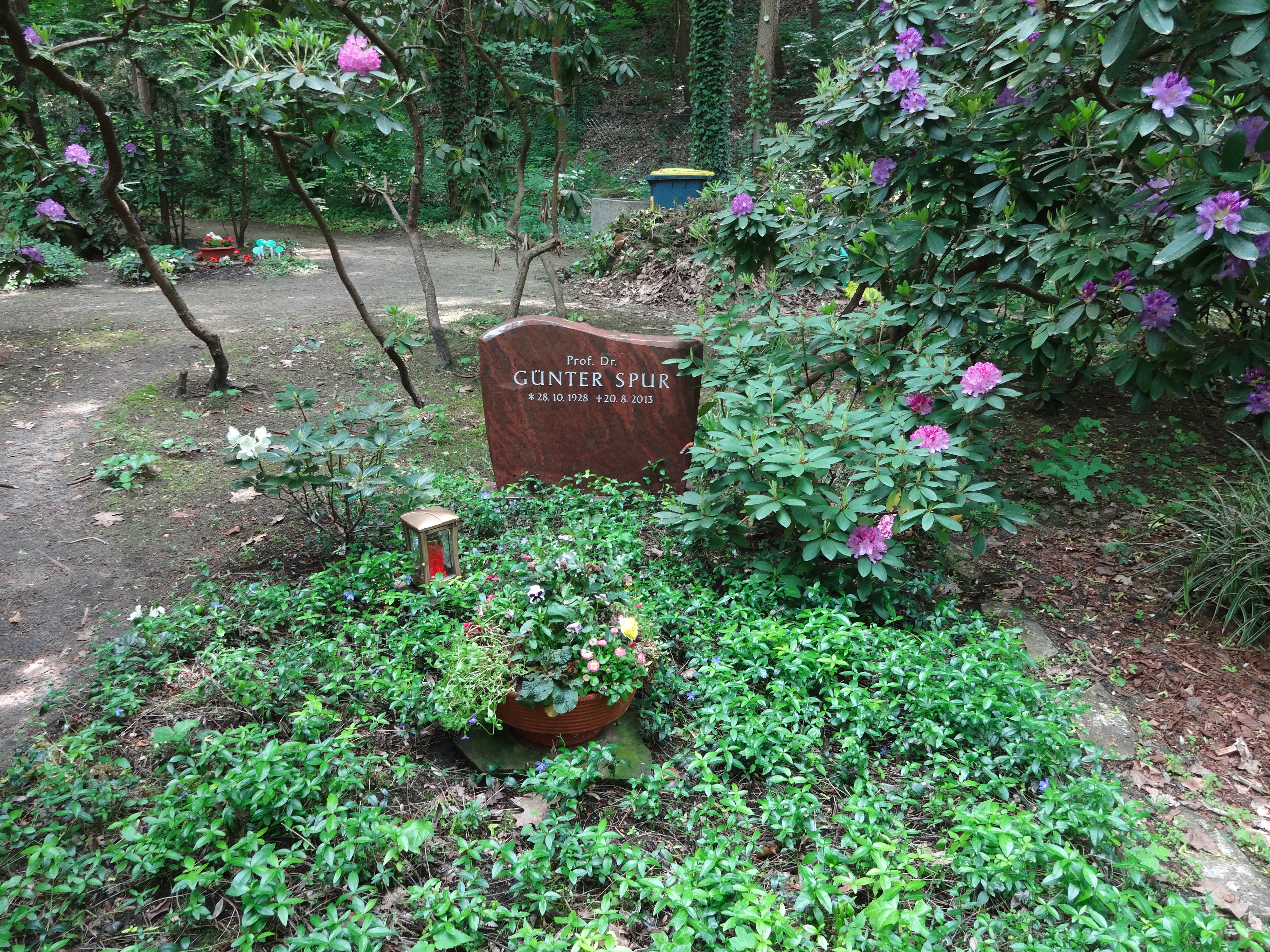
Grab von Günter Spur auf dem Friedhof Heerstraße in Berlin-Westend

Günter Spur starb am 20. August 2013 im Alter von 84 Jahren in Kopenhagen. Bis wenige Tage vor seinem Tod hatte er in seinem Büro an laufenden Projekten gearbeitet. Er hinterließ seine Gattin Mary Spur und drei Kinder. Die Trauerfeier fand am 12. September 2013 in der Französischen Friedrichstadtkirche am Gendarmenmarkt in Berlin statt. Sein Grab befindet sich auf dem landeseigenen Friedhof Heerstraße in Berlin-Westend (Grablage: II-Wald-10-32A/32B).

## Wissenschaftliche Arbeit
Spur hat maßgeblich die Entwicklung der Produktionstechnik zu einem eigenen Wissenschaftsgebiet eingeleitet und mitbestimmt. In den 1980er Jahren wurde er als „Vater der Fabrik der Zukunft“ bezeichnet. Er war zusammen mit Theodor Stöferle Herausgeber des Handbuchs der Fertigungstechnik, eines Standardwerks der Produktionstechnik.

## Auszeichnungen und Ehrungen
- Ehrendoktorwürde der Universitäten in Leuven, Chemnitz, Prag, Moskau, Peking, Cottbus, Dortmund und Haifa (Technion)[7]
- Ehrenring des Vereins Deutscher Ingenieure (VDI) (1966)[8]
- VDI-Ehrenzeichen (1981)[8]
- Großes Bundesverdienstkreuz (1984)[9]
- Verdienstorden des Landes Berlin (1988)
- Grashof-Denkmünze des Vereins Deutscher Ingenieure (1991)[9][8]
- Ehrenmedaille der Stadt Cottbus (1996)
- Ehrenmitgliedschaft der  CIRP, deren Präsident er von 1977 bis 1978 war.
- Georg-Schlesinger-Preis (2000)
- Helmholtz-Medaille der Berlin-Brandenburgischen Akademie der Wissenschaften (2006)[9]
- Ehrenmitglied der Fraunhofer-Gesellschaft (2006)
- Herwart-Opitz-Ehrenmedaille der VDI-Gesellschaft Produktionstechnik[8]

## Schriften (Auswahl)
- (hrsg. mit Theodor Stöferle) Handbuch der Fertigungstechnik. 6 Bände in 10 Teilen. Carl Hanser Verlag, München/Wien 1979–1994, ISBN 3-446-12538-8.
- Vom Wandel der industriellen Welt durch Werkzeugmaschinen: Eine kulturgeschichtliche Betrachtung der Fertigungstechnik. Carl Hanser Verlag, München/Wien 1991, ISBN 3-446-16242-9.
- Vom Faustkeil zum digitalen Produkt: Ein kulturgeschichtlicher Beitrag zur Entwicklung der Berliner Produktionswissenschaft. Carl Hanser Verlag, München/Wien 2004, ISBN 3-446-22998-1.